# Аделаида Интернешънъл
„Аделаида Интернешънъл“ (на английски: Adelaide International е турнир по тенис за мъже и жени, провеждан в началото на януари в Аделаида, Австралия.

## Финали мъже

### Сингъл
| Година   | Шампион                                       | Финалист                                      | Резултат                                      |
| -------- | --------------------------------------------- | --------------------------------------------- | --------------------------------------------- |
| 2025     | Феликс Оже-Алиасим                            | Себастиан Корда                               | 6 – 3, 3 – 6, 6 – 1                           |
| 2024     | Иржи Лехечка                                  | Джак Дрейпър                                  | 4 – 6, 6 – 4, 6 – 3                           |
| 2023 (2) | Куон Сун-уу                                   | Роберто Баутиста Агут                         | 6 – 4, 3 – 6, 7 – 6(7 – 4)                    |
| 2023 (1) | Новак Джокович                                | Себастиан Корда                               | 6 – 7(8 – 10), 7 – 6(7 – 3), 6 – 4            |
| 2022 (2) | Танаси Кокинакис                              | Артур Риндеркнех                              | 6 – 7(6 – 8), 7 – 6(7 – 5), 6 – 3             |
| 2022 (1) | Гаел Монфис                                   | Карен Хачанов                                 | 6 – 4, 6 – 4                                  |
| 2021     | Турнирът на се провежда (пандемията КОВИД-19) | Турнирът на се провежда (пандемията КОВИД-19) | Турнирът на се провежда (пандемията КОВИД-19) |
| 2020     | Андрей Рубльов                                | Лойд Харис                                    | 6 – 3, 6 – 0                                  |

## Финали жени

### Сингъл
| Година   | Шампион         | Финалист        | Резултат            |
| -------- | --------------- | --------------- | ------------------- |
| 2023 (2) | Белинда Бенчич  | Дария Касаткина | 6 – 0, 6 – 2        |
| 2023 (1) | Арина Сабаленка | Линда Носкова   | 6 – 3, 7 – 6(7 – 4) |
| 2022 (2) | Мадисън Кийс    | Алисън Риск     | 6 – 1, 6 – 2        |
| 2022 (1) | Ашли Барти      | Елена Рибакина  | 6 – 3, 6 – 2        |
| 2021     | Ига Швьонтек    | Белинда Бенчич  | 6 – 2, 6 – 2        |
| 2020     | Ашли Барти      | Даяна Ястремска | 6 – 2, 7 – 5        |